# Арне Сельмоссон
Арне Сельмоссон (швед. Arne Selmosson, 29 березня 1931, Йотене — 22 лютого 2002, Стокгольм) — шведський футболіст, що грав на позиції нападника.
Виступав, зокрема, за клуби «Лаціо» та «Рома», а також національну збірну Швеції.
Володар Кубка ярмарків. 

## Клубна кар'єра
У дорослому футболі дебютував 1950 року виступами за команду клубу «Єнчопінг Седра», в якій провів чотири сезони, взявши участь у 80 матчах чемпіонату. 
Протягом 1954—1955 років захищав кольори команди клубу «Удінезе».
Своєю грою за останню команду привернув увагу представників тренерського штабу клубу «Лаціо», до складу якого приєднався 1955 року. Відіграв за «біло-блакитних» наступні три сезони своєї ігрової кар'єри. Більшість часу, проведеного у складі «Лаціо», був основним гравцем атакувальної ланки команди.
У 1958 році уклав контракт з клубом «Рома», у складі якого провів наступні три роки своєї кар'єри гравця. Граючи у складі «Роми» також здебільшого виходив на поле в основному складі команди. У складі «Роми» був одним з головних бомбардирів команди, маючи середню результативність на рівні 0,34 голу за гру першості. За цей час виборов титул володаря Кубка ярмарків.
Завершив професійну ігрову кар'єру у клубі «Удінезе», у складі якого вже виступав раніше. Прийшов до команди 1961 року, захищав її кольори до припинення виступів на професійному рівні у 1964 році.
Помер 22 лютого 2002 року на 71-му році життя у місті Стокгольм.

## Виступи за збірну
У 1951 році дебютував в офіційних матчах у складі національної збірної Швеції, провівши того року дві гри. Згодом провів ще одну гру 1953 року. Попри майже повну відсутність досвіду виступів у національній команді Сельмоссона було включено до її заявки для участі у домашньому для шведів чемпіонаті світу 1958 року. На цьому турнірі збірна Швеції стала віце-чемпіоном світу, при цьому Арне Сельмоссон взяв участь в одній грі мундіалю — зведеному в нульову нічию матчі проти збірної Уельсу. Ця гра стала для нападника четвертою і останньою у формі національної команди.

## Титули і досягнення
- Володар Кубка ярмарків (1):

«Рома»: 1960-1961
- Віце-чемпіон світу: 1958